# Chansar (Verwaltungsbezirk)
Chansar, auch Khansar, (persisch شهرستان خوانسار) ist ein Schahrestan in der Provinz Isfahan im Iran. Er enthält die Stadt Chansar, welche die Hauptstadt des Verwaltungsbezirks ist. Chansar ist ein gebirgiger Landkreis auf einer Höhe von 2300 Metern über dem Meeresspiegel. Er hat eine Fläche von 900 km² und umfasst 18 Dörfer in 3 Landkreisen und eine zentrale Stadt. 

## Demografie
Bei der Volkszählung 2016 betrug die Einwohnerzahl des Schahrestan 33.049. Die Alphabetisierung lag bei 85 Prozent der Bevölkerung. Knapp 66 Prozent der Bevölkerung lebten in urbanen Regionen.
| Zensusjahr | Einwohnerzahl |
| ---------- | ------------- |
| 2011       | 32.423        |
| 2016       | 33.049        |